# Martin Alonzo Haynes

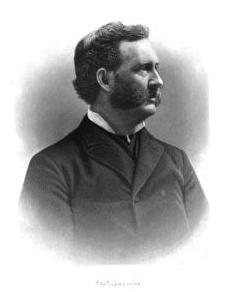
Martin Alonzo Haynes

Martin Alonzo Haynes (* 30. Juli 1842 in Springfield, Sullivan County, New Hampshire; † 28. November 1919 in Lakeport, New Hampshire) war ein US-amerikanischer Politiker. Zwischen 1883 und 1887 vertrat er den Bundesstaat New Hampshire im US-Repräsentantenhaus.

## Werdegang
Im Jahr 1846 zog Martin Haynes mit seinen Eltern nach Manchester im Hillsborough County. Dort besuchte er die öffentlichen Schulen. Anschließend absolvierte er eine Lehre im Druckereigewerbe. Während des Bürgerkrieges war er Soldat in der Armee der Union. Im Jahr 1868 zog er nach Lakeport, wo er die Zeitung "Lake Village Times" gründete, die er mehr als 20 Jahre lang leitete.
Haynes war Mitglied der Republikanischen Partei. Zwischen 1872 und 1873 saß er im Repräsentantenhaus von New Hampshire. Von 1876 bis 1883 war er in der Gerichtsverwaltung im Belknap County angestellt. In den Jahren 1881 und 1882 war er Präsident der allgemeinen Veteranenvereinigung von New Hampshire. Außerdem war er Mitglied der Vereinigung der Bürgerkriegsveteranen der Unionsarmee (Grand Army of the Republic). Für diese Vereinigung leitete er ebenfalls in den Jahren 1881 bis 1882 den Bezirk von New Hampshire.
1882 wurde Haynes im ersten Distrikt von New Hampshire in das US-Repräsentantenhaus in Washington, D.C. gewählt, wo er am 4. März 1883 die Nachfolge von Joshua G. Hall antrat. Nach einer Wiederwahl im Jahr 1884 konnte er bis zum 3. März 1887 zwei Legislaturperioden im Kongress absolvieren. Bei den Wahlen des Jahres 1886 unterlag Haynes dem Demokraten Luther F. McKinney. Zwischen 1890 und 1893 sowie von 1898 bis 1912 arbeitete Haynes für die Steuerbehörde. Zwischenzeitlich half er beim Aufbau eines Steuersystems auf den Philippinen. Martin Haynes starb im November 1919 in Lakeport und wurde dort auch beigesetzt.